# Белогорский (Урюпинский район)
Белогорский — хутор в Урюпинском районе Волгоградской области России, в составе Россошинского сельского поселения.
Население — 160 (2010).

## География
Хутор находится в луговой степи, на юге Урюпинского района, близ границы с Нехаевским районом, на правом берегу реки Хопёр, от основного русла которой хутор отделён полосой пойменного леса, у подножия Калачской возвышенности, являющейся частью Восточно-Европейской равнины. Центр хутора расположен на высоте около 80 метров над уровнем моря. Почвы — чернозёмы обыкновенные, в пойме Хопра — пойменные нейтральные и слабокислые.
На противоположном берегу Хопра, чуть севернее хутора расположен ближайший населённый пункт — станица Тепикинская. По автомобильным дорогам расстояние до административного центра сельского поселения хутора Россошинский составляет 13 км, районного центра города Урюпинска — 41 км, до областного центра города Волгоград — 370 км.

## История
Дата основания не установлена. Первоначально известен как хутор Самодуровский. Хутор относился к юрту станицы Тепикинской Хопёрского округа Земли Войска Донского. В 1859 году на хуторе проживало 53 мужчины и 72 женщины. Большинство населения было неграмотным: согласно переписи населения 1897 года на хуторе проживало 173 мужчины и 180 женщин, из них грамотных: мужчин — 54, женщин — 5.
Согласно алфавитному списку населённых мест Области Войска Донского 1915 года земельный надел хутора составлял 1640 десятин, проживало 212 мужчин и 199 женщины, имелись хуторское правление, церковь, школа, кредитное товарищество и потребительское общество.
В 1921 году в составе Хопёрского округа хутор был передан Царицынской губернии. С 1928 года — в составе Урюпинского района Хопёрского округа (упразднён в 1930 году) Нижне-Волжского края (с 1934 года — Сталинградского края. В 1935 году передан в состав Добринского района Сталинградского края (с 1936 года Сталинградской области, с 1954 по 1957 год район входил в состав Балашовской области). До 1953 года хутор относился к Булековскому сельсовету. В 1953 году включён в состав Россошинского сельсовета. Решением Сталинградского облисполкома от 11 февраля 1960 года № 3/67 § 32 хутор Самодуровский был переименован в хутор Белогорский.
В 1962 г. указом Президиума Верховного Совета РСФСР хутор Самодуровский переименован в Белогорский.
В 1963 году в связи с упразднением Добринского района хутор вновь передан в состав Урюпинского района.

## Население
Динамика численности населения по годам:
| 1859 | 1873 | 1897 | 1915 | 1989 | 2002 | 2010 |
| ---- | ---- | ---- | ---- | ---- | ---- | ---- |
| 125  | 244  | 353  | 411  | ≈290 | 177  | 160  |